# Sisyrinchium praealtum
Sisyrinchium praealtum är en irisväxtart som beskrevs av Friedrich Fritz Wilhelm Ludwig Kraenzlin. Sisyrinchium praealtum ingår i släktet gräsliljor, och familjen irisväxter.
Artens utbredningsområde är Peru. Inga underarter finns listade i Catalogue of Life.